# Аннабелль
«Аннабе́лль» (англ. Annabelle's Wish; дословно переводится как «Желание Аннабелль») — американский мультипликационный фильм. Премьера в США — 21 октября 1997 года. Мультфильм был дважды выдвинут на награждение[уточнить] в 1998 году.

## Сюжет
В канун Рождества на ферме у дедушки Чарли Бейкера родилась тёлочка Аннабелль. Никто ещё не знал, что она поможет немому мальчику-сироте Билли Бейкеру, внуку дедушки Чарли, заговорить. С рождения Билли говорил, но когда на ферме случился пожар, он онемел. Единственными друзьями мальчика до того момента были животные — обитатели фермы, — местные детишки и девочка Эмили. Также недалеко от фермы жил Гас Холдер — наглый и ворчливый мужчина со своими такими же надменными, как и он сам, детьми — Бакки и Бастером, которые всегда насмехались над Билли.
Тем временем тётушка мальчика Агнес, богатая и беззаботная дама, решает усыновить его. Она любила покрасоваться и раньше не хотела усыновить Билли. Но когда она проводила каждое Рождество без семьи, то передумала.

## Роли озвучивали
- Кэт Суси — Аннабелль
- Гарри Озиол — Билли
- Рэнди Трэвис — рассказчик (взрослый Билли)
- Джерри Ван Дайк — дедушка Чарли Бейкер
- Джей Джонсон — старина Ирс, пёс
- Ария Ноэль Курзон — Эмили
- Бет Нилсен Чэпмен — взрослая Эмили
- Клорис Личмен — тётушка Агнес
- Джим Варни — Гас Холдер
- Чарли Кронин — Бакки
- Джеймс Лафферти — Бастер
- Дженнифер Дарлинг — Стар, корова
- Ру Макклэнахан — Скарлетт, лошадь
- Клэнси Браун — шериф / адвокат
- Стю Розен — доктор
- Кей И. Кьютер — Санта-Клаус
- Джерри Хаузер — Слим, свин
- Брайан Каммингс — Брюстер, петух
- Мэри Кей Бергман, Тресс Макнилл — курицы
- Стив Мэккалл — Оливер, совёнок
- Фрэнк Уэлкер — специальные шумы